# Ğabdulla Tuqay
Gabdulla Tuqay, tatarsky Габдулла Мөхәммәтгариф улы Тукай (26. duben 1886, Košlaic – 15. duben 1913, Kazaň) byl tatarský básník, literární kritik, esejista a překladatel. Bývá označován za zakladatele moderní tatarské literatury a také moderní literární tatarštiny.

## Život
Oba rodiče mu zemřeli, když byl ještě dítě. Od roku 1905 pracoval jako sazeč a později publikoval v novinách a časopisech (např. El Marsa-Jadida) básně a satiry. V roce 1907 se v Kazani začal stýkat s demokraticky smýšlejícími spisovateli, jako byl Xösäyen Jamaşev a Ğäliäsğar Kamal, s nimiž pak vydával satirický časopis Jasen (1908-1909), ve kterém útočil na carskou vládu, nacionalismus a islámské duchovenstvo. Do tatarštiny přeložil díla Puškinova, Lermontova a Tolstého. Zemřel na tuberkulózu ve věku 27 let.